# الاستثناءات في الاتحاد الأوروبي

الدول الأعضاء التي لديها استثناء واحد على الأقل
الدول الأعضاء التي ليس لديها استثناءات

يعتبر قانون الاتحاد الأوروبي بشكل عام ساري المفعول في جميع الدول الأعضاء في الاتحاد الأوروبي. ومع ذلك، تتفاوض الدول الأعضاء في بعض الأحيان على بعض خيارات الاستثناء ‏ من التشريعات أو المعاهدات الخاصة بالاتحاد الأوروبي، وهو ما يعني أنها غير ملزمة بالمشاركة في بعض مجالات السياسة. في الوقت الحالي، هناك ثلاث دول لديها مثل هذه الخيارات: الدنمارك (استثناءان)، وأيرلندا (استثناءان)، وبولندا (استثناء واحد). كان لدى المملكة المتحدة أربع استثناءات ‏ وذلك قبل مغادرتها الاتحاد الأوروبي.
وهذا يختلف عن التعاون المعزز ‏، وهو التدبير الذي تم تقديمه في معاهدة أمستردام، والذي يسمح لتسع دول أعضاء على الأقل بالتعاون داخل مؤسسات الاتحاد الأوروبي دون إشراك الدول الأعضاء الأخرى، بعد أن وافقت المفوضية الأوروبية والأغلبية المطلوبة على هذا التدبير. كما أن الاستثناء مختلف عن آلية التعاون والتحقق ‏، التي يتوقف رفعها على استيفاء الدول الأعضاء المعنية لمعايير محددة، والإعفاءات المؤقتة من بعض مجالات التعاون (مثل اتفاقية شنغن ومنطقة اليورو) حتى تستوفي الدول الأعضاء المعنية شروط الدخول.

## الاستثناءات الحالية
اعتباراً من عام 2023، هناك ثلاث دول لديها استثناءات رسمية من إجمالي أربعة مجالات سياسية.

### جدول الملخص
| الدولة | عدد الاستثناءات | مجال السياسة              | مجال السياسة                 | مجال السياسة                 | مجال السياسة                 |
| الدولة | عدد الاستثناءات | الاتحاد الاقتصادي والنقدي | منطقة الحرية والأمن والعدالة | منطقة الحرية والأمن والعدالة | منطقة الحرية والأمن والعدالة |
| الدولة | عدد الاستثناءات | منطقة اليورو              | السياسة بشكل عام             | منطقة شنغن                   | ميثاق الحقوق الأساسية        |
| --- | --------------- | ------------------------- | ---------------------------- | ---------------------------- | ---------------------------- |
| الدنمارك | 2               | استثناء                   | استثناء                      | اتفاق حكومي دولي             | لا يوجد استثناء              |
| أيرلندا | 2               | لا يوجد استثناء           | استثناء (اختياري)            | استثناء (اختياري)            | لا يوجد استثناء              |
| بولندا | 1               | إعفاء                     | لا يوجد استثناء              | لا يوجد استثناء              | استثناء                      |
| - لا يوجد استثناء: لا يوجد استثناء في معاهدات الاتحاد الأوروبي. - اتفاق حكومي دولي: استثناء في معاهدات الاتحاد الأوروبي، ولكن المشاركة في مجال السياسة على أساس اتفاق حكومي دولي. - إعفاء: لا يوجد استثناء في معاهدات الاتحاد الأوروبي، ولكن لا يشارك في مجال السياسة حتى يستوفي الشروط الضرورية. - استثناء (اختياري): استثناء في معاهدات الاتحاد الأوروبي، والذي ينص على إمكانية إلغاء الاستثناء على أساس كل حالة على حدة. - استثناء: استثناء في معاهدات الاتحاد الأوروبي. |                 |                           |                              |                              |                              |

## أنظر أيضاً
- الأقاليم الخاصة للدول الأعضاء والاتحاد الأوروبي
- انسحاب المملكة المتحدة من الاتحاد الأوروبي